# Aristocracy
『Aristocracy』（アリストクラシー）は、宝野アリカと片倉三起也による日本の音楽ユニット、ALI PROJECTのの6枚目（インディーズから通算）のアルバム。
Aristocracyは貴族制の意。

## 解説
オリジナルアルバムとしては『Alipro Mania』から2年後の発売だが、『Alipro Mania』は自らのインディーズレーベル「ZAZOU Records」からのみのリリースであった。そのため、一般流通したオリジナルアルバムとしては『Noblerot』から3年ぶりとなった。
オリジナルアルバムは徳間ジャパンコミュニケーションズからリリースされるという、現在の流れを決めた最初のアルバムでもある。

## 収録曲
1. miserere (instrumental)
  - ミゼレレ、ミゼレーレ。ラテン語で「憐れみたまえ」を意味する。
2. 少女貴族
  - 宝野のプロデュースする同名のゴシック・アンド・ロリータブランド「少女貴族」はこの曲に由来する。
3. コッペリアの柩
  - テレビアニメ『ノワール』のオープニングテーマ。『Alipro Mania』に収録されたものやテレビアニメで使われたものとは異なるアレンジが施されている。また、2001年5月23日にはシングルとして発売された。
  - イントロ、アウトロに武満徹の『ノスタルジア ―アンドレイ・タルコフスキーの追憶に―』が引用されている。
4. 病める薔薇
  - 「薔薇」はバラではなく「そうび」と読む。ウィリアム・ブレイクの詩篇 "The Sick Rose"、またそれを意識した佐藤春夫の短編集に同名の作品が存在する。
5. MALICE
  - マリス。ラテン語で「悪意」を意味する。
6. à la cuisine
  - 2017年に発売されたベストアルバム『血と蜜〜Anthology of Gothic Lolita & Horror』にも収録された[1]。宝野は「『à la cuisine』での歌い方はかわい子ぶっているようで嫌」とナタリーとのインタビューの中で振り返っている。前述のインタビューに同席した片倉は「ピアノと弦楽四重奏だけというシンプルな構成が気に入り、『血と蜜〜Anthology of Gothic Lolita & Horror』の選曲時はこればかり聞いていた」と振り返りつつも、「宝野さんはシンプルな曲は好きではなく、こてこてな曲の方が好きだから」と宝野の意見についても理解を示している[1]。
7. 桂花葬
  - 「けいかそう」と読む。桂花はキンモクセイの別名。ギター演奏を人間椅子の和嶋慎治が務めた。
8. 閉ざされた画室
  - 「画室」は「アトリエ」と読む。
  - CLAMP学園探偵団 オリジナル・サウンドトラック2収録「Cold Fire」のメロディが流用されている。
9. un tableau blanc 〜絵画旅行〜
  - CLAMP学園探偵団 オリジナル・サウンドトラック1収録「夢で逢えたら」のメロディが流用されている。
10. 闇の翼ですべてをつつむ夜のためのアリア
11. プラタナスの葉末に風は眠る (instrumental)
  - 後に、片倉三起也のソロアルバム『Lento』にも収録された。
12. Sacrifice
  - 『jamais vu』から続けての収録。
  - サビ直後にZERO-G社のサンプル音源『VOICES OF AFRICA』が利用されている。
13. solemnis (instrumental)
  - ソレムニス。ミサ曲に「ミサ・ソレムニス (Missa solemnis)」がある。

## 参加ミュージシャン
- All Lyrics by Arika Takarano
- All Composed & Arranged by Mikiya Katakura
- Strings Arrangement：Tsuyoshi Watanabe[M6]、Akira Saitoh(斉藤聡)[M10,11]
- Violin 1st：Tsuyoshi Watanabe[M1,3,4,6,9,10,11,13]
- Violin 2nd：Hitoshi Konno(今野均)[M1,6,10,11,13]
- Viola：Katsuhiko Tohyama(遠山克彦)[M1,6,10,11,13]
- V.Cello：Udai Shika(四家卯大)[M1,6,10,11,13]
- A.Guitars & E.Guitars：Shinji Wajima[M6,7]
- Piano：Takehiko Yamada(山田武彦)[M10,11]

## クレジット
| Produced & Directed by ALI PROJECT | Produced & Directed by ALI PROJECT                                                                  |
| ---------------------------------- | --------------------------------------------------------------------------------------------------- |
| Mixed by                           | Jiro Takita（Wonder Station Inc.）                                                                  |
| Recorded by                        | Jiro Takita                                                                                         |
| Recorded by                        | Kazuyo Sakaguchi(坂口和代)                                                                          |
| Recorded by                        | Michel Valetti                                                                                      |
| Recorded by                        | Eiichi Tanaka(田中栄一)                                                                             |
| Recorded at                        | Tai St.                                                                                             |
| Recorded at                        | Wonder Station                                                                                      |
| Recorded at                        | Zazou Music Shed                                                                                    |
| Mastering Engineered by            | Yoichi Aikawa(相川洋一)（R.S.M）                                                                    |
| Cover & P.6-7 Photographed by      | Morio Kihara(木原盛夫)                                                                              |
| Art Directed by                    | Arika Takarano                                                                                      |
| Designed by                        | Nobuya Okamura                                                                                      |
| Artist Crew                        | Kazuyuki "SEAZER" Kobayashi（N.I.B. Co., Ltd.）                                                     |
| A&R                                | Norikazu Shimano(島野典和)（Tokuma Japan Communications）                                           |
| A&R                                | Jimmy Nishioka（Asu-One Entertainment Co., Ltd.）                                                   |
| Label Producer                     | Masami Sugibayashi(杉林正己)（Boris Vian Inc.）                                                     |
| Executive Producer                 | Yoshiyuki Hiramatsu(平松義行)（Asu-One Entertainment Co., Ltd.）                                    |
| Special Thanks to                  | Shiroh Sasaki、Yoshimoto Ishikawa(石川吉元)、Shigeru Kitayama(北山茂)（Victor Entertainment, Inc.） |
| Special Thanks to                  | Hirokazu Fujita（Wonder Station Inc.） / Junko Otsuka / Kouichi Mashimo / Kyoko-Chan / AliPo Mania  |